# Gerúsia

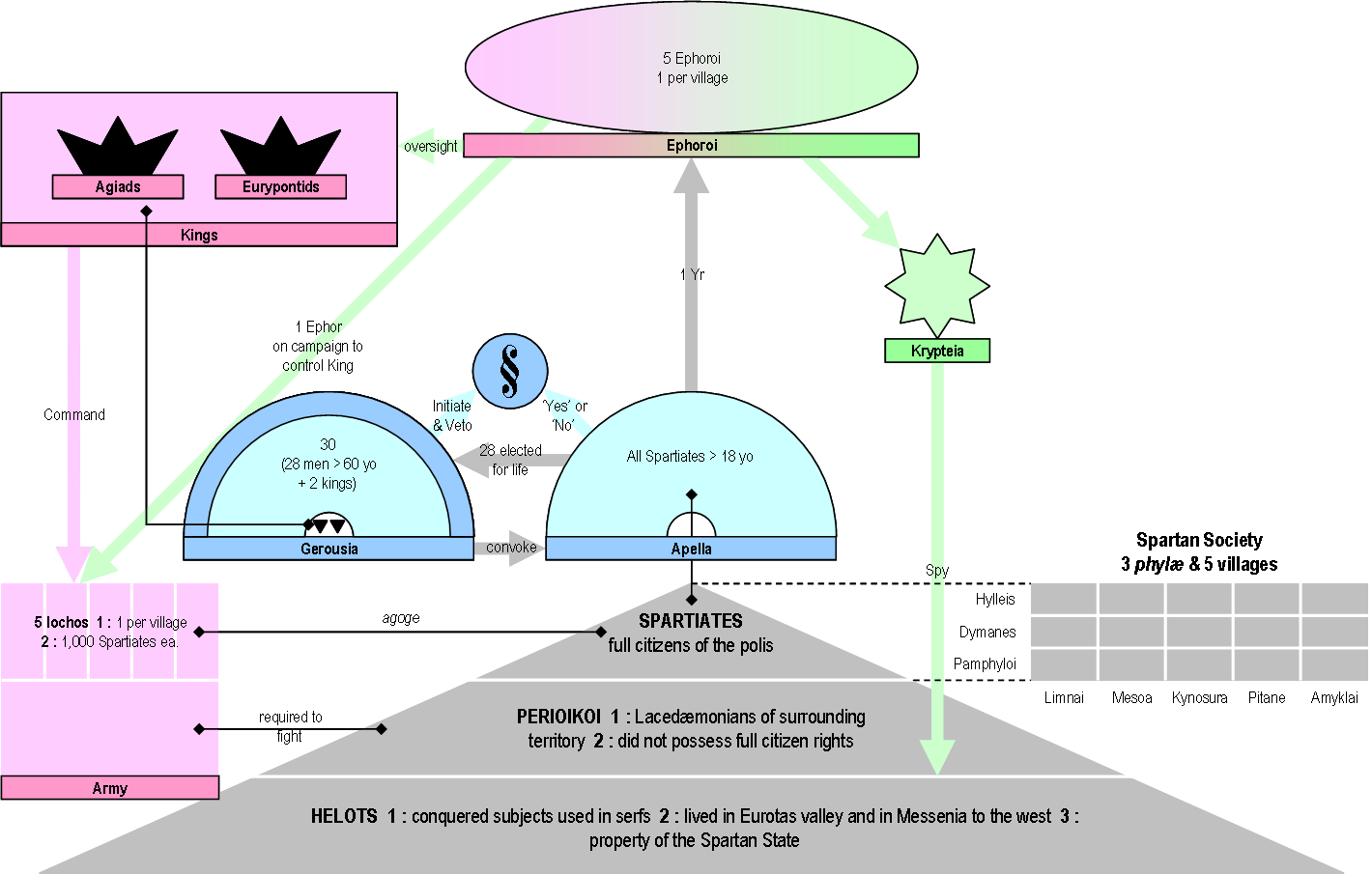
imagem sobre o funcionamento

Gerúsias (em grego clássico: γερουσία gerousia, "senado") era um conselho de anciãos da Grécia Antiga, em especial de Esparta. As Gerúsias espartanas, tanto a arcaica quanto a clássica, compreendiam 28 membros ou Gerontes, com idade acima de 65 anos, originados de famílias que lideravam juntamente com os reis. A Gerúsia dividia o poder como a mais alta corte e tinha poder de julgar os próprios reis. O prestígio de seus integrantes lhes conferia um grande poder não oficial.
Além de funcionarem como Tribunais Supremos, a Gerúsia tinha funções administrativas: seus membros também preparavam as propostas a serem apresentadas à Assembleia. Suas funções também eram legislativas, com os Gerontes encarregados de prepararem os projetos que deveriam ser submetidos à aprovação da Apela (Assembleia Popular). A Gerúsia tinha o controle da Constituição de Esparta. Os reis que fossem acusados pelos Éforos seriam julgados na Gerúsia.
O poder da Gerúsia foi reduzido durante a Tirania de Cleômenes III, mas durante o período romano, o senado espartano ainda detinha as funções de julgar os cidadãos.